# می دسامبر
مِی دسامبر (انگلیسی: May December) یک فیلم درام آمریکایی محصول ۲۰۲۳ به کارگردانی تاد هینز با فیلمنامه‌ای از سامی برچ، و مبتنی بر داستانی از برچ و الکس مکانیک است. این فیلم تا حدودی با الهام از سرگذشت مری کی لتورنو ساخته شد و داستان آن دربارهٔ بازیگری (ناتالی پورتمن) است که برای ملاقات و بررسی زندگی زن جنجال‌برانگیزی (جولین مور) به جورجیا سفر می‌کند و قرار است در فیلمی بازی کند. این زن به‌خاطر رابطه با پسری ۱۳ ساله که بعدها همسرش (چارلز ملتون) شد، رسوا شده بود.
این فیلم در ژوئن ۲۰۲۱ معرفی شد و پورتمن و مور به گروه بازیگران پیوستند. فیلم‌برداری در میانهٔ ۲۰۲۲ در اطراف ساوانا، جورجیا انجام گرفت. می دسامبر در ۲۰ مهٔ ۲۰۲۳ در هفتاد و ششمین جشنواره فیلم کن نمایش داده شد و آن‌جا حق پخش در آمریکای شمالی به‌وسیلهٔ نتفلیکس خریداری شد.
این فیلم در ۱۷ نوامبر ۲۰۲۳ اکران محدودی در سینماهای منتخب ایالات متحده داشت و در ۱ دسامبر از طریق نتفلیکس منتشر شد. این فیلم با تحسین گستردهٔ منتقدان مواجه شد.

## طرح داستان
بیست سال پس از اینکه عشق بدنام یک زوج متأهل با اختلاف سنی بالا در سراسر کشور پخش شده‌است، یک بازیگر زن وارد می‌شود تا برای فیلمی دربارهٔ گذشته‌شان تحقیق کند که آن‌ها را مورد فشار قرار می‌دهد.

## بازیگران
- ناتالی پورتمن در نقش الیزابت بری
- جولین مور در نقش گریسی اترتون-یو
- چارلز ملتون در نقش جو یو
- کوری مایکل اسمیت در نقش جورجی آترتون
- دی دبلیو موفت در نقش تام آترتون
- پایپر کردا در نقش آنر اترتون-یو
- الیزابت یو در نقش مری اترتون-یو
- گابریل چانگ در نقش چارلی اترتون-یو
- لارنس آرانسیو در نقش موریس اسپربر

## تولید
در ژوئن ۲۰۲۱ اعلام شد که پورتمن و مور برای بازی این فیلم انتخاب شده‌اند. در سپتامبر ۲۰۲۲، اعلام شد که ملتون به جمع بازیگران اضافه شده‌است. در ژانویه ۲۰۲۳، گزارش شد که پایپر کردا، الیزابت یو و گابریل چانگ به جمع بازیگران فیلم پیوسته‌اند.
تولید در ساوانا، جورجیا انجام شد. تصویربرداری در نوامبر ۲۰۲۲ به پایان رسید. ادوارد لاچمن در ابتدا قرار بود به عنوان فیلم‌بردار فعالیت کند اما به دلیل یک آسیب‌دیدگی، کریستوفر بلاولت جایگزین او شد. فیلم‌نامه که در ساوانا جریان دارد، ابتدا داستان آن برای شهر تفریحی کمدن، مین تعیین شده بود.
به گفتهٔ هینز، این فیلم تا حدی با الهام از اینگمار برگمان، یعنی پرسونا (۱۹۶۶) و نور زمستانی (۱۹۶۳) ساخته شده‌است.

## انتشار
در فوریهٔ ۲۰۲۳، اسکای موویز حق مالکیت توزیع فیلم در بریتانیا را به‌دست‌آورد. این فیلم به‌منظور رقابت برای نخل طلا در هفتاد و ششمین جشنواره فیلم کن انتخاب شد که در ۲۰ مهٔ ۲۰۲۳ در آن‌جا به نمایش درآمد. در مهٔ ۲۰۲۳، نتفلیکس حق مالکیت توزیع فیلم در آمریکای شمالی را به مبلغ ۱۱ میلیون دلار کسب کرد. این فیلم همچنین به‌عنوان «فیلم شب افتتاحیه» در جشنواره فیلم نیویورک ۲۰۲۳ در ۲۹ سپتامبر به نمایش درآمد.
این فیلم در ۱۷ نوامبر ۲۰۲۳ اکران محدودی در سینماهای منتخب ایالات متحده داشت. پخش اینترنتی آن در ۱ دسامبر از طریق نتفلیکس آغاز شد.

## بازخورد

### منتقدان
می دسامبر با تحسین منتقدان مواجه شد. در وبگاه جمع‌آوری نقد راتن تومیتوز، ٪۹۲ از ۲۱۵ بررسی منتقدان مثبت است و میانگینِ امتیاز آن ۸/۱۰ است. اجماع این وبگاه چنین می‌نویسد: «می دسامبر که داستان مبتنی بر واقعیت دردسرسازش را در ملحفه‌ای از خصلت پر ادا و اصول قنداق می‌کند، فیلم به‌طرز فریبندهٔ عذاب‌آوری است.» این فیلم در متاکریتیک که از میانگین وزنی استفاده می‌کند، بر اساس نظر ۴۸ منتقدین امتیاز ۸۵ از ۱۰۰ را کسب کرده که نشان‌گر «تحسین همگانی» است.

### جایزه‌ها و نامزدی‌ها
| جایزه      | تاریخ مراسم | دسته    | دریافت‌کننده(ها) | نتیجه    | منا.   |
| ---------- | ----------- | ------- | --------------- | -------- | ------ |
| جشنواره کن | ۲۷ مهٔ ۲۰۲۳  | نخل طلا | تاد هینز        | نامزدشده | [ ۱۵ ] |